# Von Neumannova entropija
Von Neumannova entropíja [fón nójmanova ~] v kvantni statistični mehaniki predstavlja razširitev pojma klasične (termodinamične) entropije na področje kvantne mehanike.
John von Neumann je v svojem delu Matematične osnove kvantne mehanike (Mathematische Grundlagen der Quantenmechanik) podal strog matematični okvir za kvantno mehaniko. V delu je podal teorijo merjenja, kjer je običajna predstava o zlomu valovne funkcije opisana kot nepovračljiva sprememba (von Neumannovo ali projektivno merjenje).
Gostotno matriko so uvedli zaradi različnih vzrokov von Neumann, ter neodvisno Landau in Bloch leta 1927. Landaua je vodila misel o nezmožnosti opisa podsistema sestavljenega kvantnega sistema z vektorjem stanja. Na drugi strani je von Neumann vpeljal gostotno matriko, da bi razvil kvantno statistično mehaniko in teorijo kvantnih meritev.